# بيكي هوبز
بيكي هوبز (بالإنجليزية: Becky Hobbs)‏ هي مغنية وعازفة بيانو ومغنية مؤلفة أمريكية، ولدت في 24 يناير 1950 في برتلسفيل في الولايات المتحدة.

## وصلات خارجية
- الموقع الرسمي
- بيكي هوبز على موقع IMDb (الإنجليزية)
- بيكي هوبز على موقع ميوزك برينز (الإنجليزية)
- بيكي هوبز على موقع أول ميوزيك (الإنجليزية)
- بيكي هوبز على موقع ديسكوغز (الإنجليزية)